# 兼重元辰
兼重 元辰（かねしげ もととき）は、安土桃山時代から江戸時代初期の武将。毛利家家臣、長州藩士。家格は物頭組、890石。父は兼重元続。

## 生涯
天正3年（1575年）、毛利家臣の兼重元続の子として生まれる。
慶長4年（1599年）9月28日に父の元続から所領を譲与されたが、父に先立ち、元和3年（1617年）11月2日に死去した。享年43。嫡男の就継が跡を継いだ。